# DMC International Imaging
DMC International Imaging (DMCii) est l'entreprise qui gère la Disaster Monitoring Constellation pour la Charte internationale Espace et catastrophes majeures. Elle vend également des services d’imagerie satellitaire sous contrat et assure la gestion opérationnelle de satellites tels que UK-DMC 1 et UK-DMC 2. DMCii est une filiale en propriété exclusive de Surrey Satellite Technology Ltd (SSTL).
En 2011, elle a conclu un accord spatial avec la société pékinoise 21AT pour construire trois satellites d’observation de la Terre à haute résolution afin de cartographier la croissance de la Chine,.